# 보비 피셔
보비 피셔(Bobby Fischer, 1943년 3월 9일 ~ 2008년 1월 17일)는 미국 시카고에서 태어난 체스 선수로, 본명은 로버트 제임스 피셔(Robert James Fischer)이다. 1972년부터 1975년까지 세계 체스 챔피언 타이틀을 차지했던 그는 "미국의 체스 영웅"으로 불리며 체스 960을 고안했다.

## 생애
6살 때 체스를 처음 배웠다. 1957년 인터내셔널 마스터(International master, IM)가 되었으며 다음 해 그랜드마스터(Grandmaster, GM)가 된다. 1962년 국제무대에서 은퇴(단, 미국 국내 대회에는 출전)한 뒤 1966년에 복귀했다. 1968년 또 다시 은퇴하지만 1970년 소련 대 세계전에서 다시 체스계에 복귀했다.
그 사이 1956년 도널드 브린 전에서 퀸을 일부러 버리는 것으로 승리했고 1963년 로버트 브린 전에서도 나이트를 버리고 승리해 명성을 얻는다.
피셔는 1957-58년부터 1966-67년까지 총 8번의 미국 체스 챔피언십에 출전했으며, 8번 모두 우승했다. 1963-64년 대회에서는 11승 무패로 역대 최초로 퍼펙트 스코어를 기록하면서 우승했다.
1971년 도전자 결정전에서는 8강에서 소련의 마르크 타이마노프에 6 대 0으로 완승하고 4강에서 덴마크의 벤트 라르센에게도 6 대 0으로 완승을 거둔다. 전직 체스 세계 챔피언인 티그란 바르타노비치 페트로시얀에 5승 3무 1패로 승리하여 당시 세계 챔피언이었던 보리스 바실리예비치 스파스키의 도전자로 나설 자격을 얻게 된다.
1972년 아이슬란드 수도 레이캬비크에서 있었던 세계선수권에서 스파스키에게 승리하고 세계챔피언이 된다.
1975년 방어전의 운영을 둘러싸고 국제 체스 연맹과 대립했고 결국 부전패로 타이틀을 박탈당하고 그 타이틀은 카르포브에게 돌아간다. 그 후 오랜 시간동안 체스계에서 모습을 감췄지만 1992년 돌연 복귀해 유고슬라비아에서 스파스키와 다시 맞붙어 승리한다. 이 승리로 300만달러 이상의 상금을 받았지만 당시 미국이 취한 유고슬라비아 경제 제재 조치 위반 혐의로 기소되어 다시 소식 불명이 된다. 이 기소에 대해 피셔 자신은 반유대주의 발언과 반미 발언에 대한 정치적 박해라고 주장했다.
그 후 일본에 주재하고 있다는 소문이 퍼졌고 2004년 7월 14일 나리타 공항에서 필리핀으로 출국하려다 출입국 관리법 위반 혐의로 도쿄 입국 관리국 나리타 공항 지국에 구속되었다. 같은 해 8월 친교가 있던 일본 체스 협회 사무국장 와타이 미요코(渡井 美代子)와 결혼하게 된다.
미국 정부는 신변을 요구했지만 피셔 측은 거부했다. 2005년 3월 21일 아이슬란드 정부가 피셔에게 시민권을 주는 조치를 취해 일본 정부는 피셔의 아이슬란드 출국을 허락했다. 이후 아이슬란드에 체류했지만 2008년 1월 17일 64세의 나이로 세상을 떠났다는 소식이 현지 미디어에 의해 전해졌다.

## 망명
1992년 스파스키와의 경기 뒤 헝가리로 가서 부다페스트에서 살았다.

## 반유대 발언
그는 유대인이었으나 유대인을 싫어했다. 잔 하인 도네르에 따르면 보비 피셔는 히틀러를 존경했고 그에 대한 거라면 닥치는 대로 읽었다.

## 전기 영화
2016년 1월 그의 전기 영화 세기의 매치가 개봉했다. 에드워드 즈윅이 연출했고 토비 맥과이어가 보비 피셔를 연기했다.